# Graneledone antarctica
Graneledone antarctica ist ein großer Kopffüßer aus der Gattung Graneledone. Er lebt im Südlichen Ozean, dem Rossmeer und der Antarktis.

## Merkmale

### Anatomie
Graneledone antarctica erreicht eine Gesamtlänge von 208 Millimeter. Der Mantel wird bis zu 45 Millimeter lang, wobei die Größe variiert. Die Weibchen sind in der Regel größer als die Männchen. Der Mantel ist kurz, deutlich nach hinten abgerundet, sehr breit und ist deutlich dorsoventral abgeflacht. Der Kopf setzt sich durch eine leichte Verengung vom Mantel ab und ist mit 40 Millimeter fast genau so breit wie der Mantel. Er ist abgeflacht und trägt auffällige, große Augen.
Die Tentakel sind unterschiedlich lang und verhältnismäßig dick. Sie werden bis zu 165 Millimeter lang. In der Regel ist das erste oder zweite Armpaar immer das längste und das vierte Paar immer das kürzeste. Bei männlichen Graneledone antarctica bildet der dritte rechte Arm den Hectocotylus. Er ist ventral von einem membranartigen Gewebe eingefasst. Der äußere Rand ist verdickt, cremefarben und nach außen gerollt. An der Spitze befindet sich eine kleine Ligula, die bis zu 4,5 Millimeter lang werden kann. Sie ist löffelförmig und hat verdickte Ränder. Die Ligula ist distal zugespitzt. Der bis zu 2 Millimeter große Calamus steht vor, niedrig und stumpf. Graneledone antarctica besitzt an jedem Tentakel 1 Reihe mit Saugnäpfen. Sie sind an der Armbasis am größten und nehmen in regelmäßigen Abständen bis zur Armspitze ab. Sie erreichen einen Durchmesser von 3,3 Millimeter.
Die Velarhaut ist nur mäßig ausgebildet. Es zeigen sich aber individuelle Variationen. Auf der dorsalen Seite der Arme erstreckt sie sich an jedem Tentakel nur an einer kleinen Fläche. Auf der ventralen Seite der ersten drei Armpaare erstreckt sie sich bis zur Spitze der Arme, wobei nur die Spitze frei liegt. In der basalen Hälfte der Tentakel ist sie schmal. Ab der Mitte der Arme breitet sich die Velarhaut aus und wird am distalen Fünftel der Tentakel am breitesten.
Der Schlund ist von 12–13 tiefen fleischigen Falten durchzogen. Darin befindet sich ein scharfer Schnabel. Die Radula hat keine Randplatten und bei artengleichen Exemplaren eine unterschiedliche Anzahl von radularen Zähnen. Diese können sich vom Erscheinungsbild und ihrer Anordnung her unterscheiden. Die bukkale Masse ist groß. In ihr sind die vorderen, vergleichsweise großen Speicheldrüsen eingebettet. Das hintere Paar Speicheldrüsen ist sehr klein und schlecht entwickelt. Die Speiseröhre führt von der bukkalen Masse posterior zu einem Kropf ohne Divertikel. Die Kiemen besitzen sechs Lamellen pro demibranch. Das Trichterorgan ist VV-förmig, zeigt aber erhebliche Unterschiede. Es setzt sich aus zwei länglichen, ovalen Ballen zusammen, die auf der Vorderseite mit wenigen spitzen oder stumpfen Stacheln bestückt ist. Die vordere Hälfte liegt frei und besitzt eine konische, röhrenförmige Form. Der Magen ist von mäßiger Größe und zweigeteilt. Wobei ein Teil eine dünne Magenwand hat und der andere Teil muskulös und dickwandig ist. Der spiralförmige Blinddarm ist klein, dick, äußerlich glatt und mit der kleinen herzförmigen Leber durch gepaarte hepatopankreatische Gänge verbunden. Der Darm ist dick und dünnwandig. Anale Klappen sind nicht vorhanden.

### Aussehen
Beschreibungen über die Hautfarbe von Graneledone antarctica basieren auf tote, in Alkohol eingelegte Tiere. Die Exemplare hatten eine blasse, gelblich braune Hautoberfläche mit purpurfarbenen Schattierungen an der Basis der brachialen Krone und den Armansätzen. Basierend auf dieser Grundfarbe finden sich auf dem Mantel, dem Kopf, den Armbasen und dem Trichterorgan rotbraune bis purpurne Flächen. Graneledone antarctica hat eine gelbliche Spermatophorenrille.
Es befindet sich eine deutliche Linie von feinen Warzen auf der Peripherie des Mantels. Diese sind in der Form eines Kiels angeordnet, der von den Ecken der Mantelöffnung um den Mantel nach hinten läuft. Unter der Anordnung sind keine Warzen und die Oberfläche ist glatt.
Es gibt einen deutlichen Warzenring an den Augenlidern. Diese sind etwas größer als die anderen Warzen, und zwei oder drei von ihnen über jedem Auge sind stark vergrößert und stellen, obwohl nicht aufgerichtet, wahrscheinlich okulare Cirren dar.

## Lebensraum
Der Lebensraum von Graneledone antarctica sind die küstennahen Gewässer der Antarktis, im Südlichen Ozean und dem Rossmeer. Die Art lebt in Tiefen von bis zu 2341 Meter.

## Forschung
Die Kontraktion des verdickten Randes des Hectocotylus kräuselt die Armspitze bei, konservierten Tieren, nach unten und ähnelt einem Haken oder einer leichten S-Kurve. Diese Form tritt wahrscheinlich nicht bei lebenden Tier auf, sondern ist auf die Wirkung des Konservierungsmittels zurückzuführen.
In einem sezierten Exemplar des Graneledone antarctica wurde der Kropf geöffnet. Er enthielt eine amorphe Masse tierischen Gewebes, in der zahlreiche Polychaeta Borsten eingebettet waren.